# Graboštani
Graboštani is een plaats in de gemeente Majur in de Kroatische provincie Sisak-Moslavina. De plaats telt 171 inwoners (2001).